# Erik Grönwall
Per Erik Magnus Grönwall (Knivsta, 3 dicembre 1987) è un cantante svedese.

## Biografia
Nato e cresciuto a Knivsta, si è avvicinato alla musica suonando la chitarra in una band punk-rock locale; durante le superiori ha cominciato a cantare, finendo per abbandonare la chitarra e concentrarsi sulla carriera da cantante. Dopo non essere riuscito a qualificarsi all'edizione svedese di Pop Idol nel 2007, nel 2009 ha vinto il talent show, raggiungendo quindi il successo in patria.
In seguito alla vittoria di Pop Idol, ha pubblicato il suo primo singolo, Higher, che ha raggiunto il primo posto nella Sverigetopplistan. La settimana dopo ha pubblicato un album omonimo, divenuto disco di platino in Svezia. Nel 2010 ha pubblicato il suo secondo album, Somewhere Between a Rock and a Hard Place.
Nel 2010 ha rimpiazzato Kenny Leckermo come cantante degli H.E.A.T, rimanendo con la band per dieci anni e pubblicando con loro quattro album: Address the Nation (2012), Tearing Down the Walls (2014), Into the Great Unknown (2017) e H.E.A.T. II (2020). Intanto nel 2018 aveva fatto il suo debutto come attore nel film TV statunitense Jesus Christ Superstar Live in Concert, la cui colonna sonora gli è valsa una candidatura al Grammy Award. Nel 2021 ha fondato la band power metal New Horizon insieme a Jona Tee e nel 2022 hanno rilasciato un album, Gate of the Gods. Nel 2022 si è unito agli Skid Row, rimpiazzando ZP Theart come cantante della band.
Nel 2024 lascia il gruppo dopo aver scoperto di essere ammalato di leucemia, per dedicarsi al suo percorso di recupero.

## Discografia

### Solista
- Erik Grönwall (2009)
- Somewhere Between a Rock and a Hard Place (2010)
- Eriksplanations vol.1 (2023)
- Eriksplanations vol.2 (2025)

### Con gli H.E.A.T
- Address the Nation (2012)
- Tearing Down the Walls (2014)
- Into the Great Unknown (2017)
- H.E.A.T. II (2020)

### Con gli New Horizon
- Gate of the Gods (2022)

### Con gli Skid Row

#### Album in studio
- The Gang's All Here (2022)